# Campanula samothracica
Campanula samothracica là loài thực vật có hoa trong họ Hoa chuông. Loài này được (Degen) Greuter & Burdet mô tả khoa học đầu tiên năm 1981.